# Stuart Graham (Rennfahrer)
Stuart Graham (* 9. Januar 1942 in West Kirby, Cheshire) ist ein ehemaliger britischer Motorsportler.

## Leben
Stuart Graham ist Sohn des Motorrad-Weltmeisters Leslie Graham, der bei der 1953er Isle of Man TT ums Leben kam. Graham war elf Jahre alt, als sein Vater starb. Dennoch begann er sechs Jahre später als Rennfahrer.
Graham startete seine professionelle Karriere im Motorsport 1961 auf einer 125-cm³-Honda Benly Sports. Es folgten Einsätze mit Bill Webster auf Syd Lawtons Aermacchis und mit Bultacos. Die Hälfte seiner Rennmaschinen verkaufte Graham, um sich eine 350-cm³-A.J.S. 7R (bekannt als Boy Racer) und eine 500-cm³-Matchless G50 zuzulegen.
1966 war Graham Werksfahrer bei Honda. 1967 fuhr er für Suzuki und gewann die Isle of Man TT in der 50-cm³-Klasse und den Großen Preis von Finnland in der 125-cm³-Klasse. Insgesamt wurde er Dritter in der 50-cm³-Weltmeisterschaft und der 125er-WM. Parallel zu seiner Motorsportkarriere führte er eine Werkstatt in Aston.
Anfang der 1970er Jahre beendete Suzuki sein Engagement im Motorsport. Graham sattelte auf Tourenwagen um und trat in den Britischen Tourenwagenmeisterschaften 1974 und 1975 an. Er gewann zweimal die RAC Tourist Trophy und eine Weltmeisterschaft mit einem 5,7-l- und einem 7,5-Liter Chevrolet Camaro. Sein Sponsor war Faberge Brut. 1976 startete Graham u. a. in der Tourenwagen-Europameisterschaft sowie beim 24-Stunden-Rennen von Spa-Francorchamps und beim 1000-km-Rennen von Kyalami. In den Saisons 1977 bis 1980 war er bei Ford unter Vertrag, für die er einen Ford Capri in der Britischen Tourenwagenmeisterschaft, bei den Meisterschaften in Belgien und Frankreich sowie beim 24-Stunden-Rennen von Spa-Francorchamps fuhr.
Am Ende der Saison 1980 beendete Stuart Graham seine Rennkarriere und konzentrierte sich auf den Vertrieb von Hondas. 1986 kam er zum aktiven Sport zurück und trat mit einer Lola T70 GT bei den British Historic GT Championship und bei International Super Sports an. 1990 kehrte er dem Motorsport erneut den Rücken, bestritt jedoch 1996 mit einem Alfa Romeo Tipo 33 erneut Rennen.
Stuart Graham war zeitweise Leiter des British Racing Drivers’ Club und des Silverstone Circuits.

## Statistik

### Isle-of-Man-TT-Siege
| Jahr | Klasse         | Maschine | Durchschnittsgeschwindigkeit |
| ---- | -------------- | -------- | ---------------------------- |
| 1953 | 50 cc (50 cm³) | Suzuki   | 82,89 mph (133,4 km/h)       |

### In der Motorrad-Weltmeisterschaft
| Saison | Klasse  | Motorrad  | Rennen | Siege | Zweiter | Dritter | Schn. Runden | Punkte | Ergebnis |
| ------ | ------- | --------- | ------ | ----- | ------- | ------- | ------------ | ------ | -------- |
| 1962   | 250 cm³ | Aermacchi | 1      | –     | –       | –       | –            | 1      | 26.      |
| 1966   | 250 cm³ | Honda     | 5      | –     | 2       | –       | –            | 15     | 5.       |
| 1966   | 350 cm³ | A.J.S.    | 1      | –     | –       | –       | –            | 3      | 18.      |
| 1966   | 500 cm³ | Matchless | 3      | –     | 1       | –       | –            | 11     | 8.       |
| 1967   | 50 cm³  | Suzuki    | 4      | 1     | 1       | 2       | 1            | 22     | 3.       |
| 1967   | 125 cm³ | Suzuki    | 9      | 1     | 3       | 3       | –            | 38     | 3.       |
| Gesamt | Gesamt  | Gesamt    | 23     | 2     | 7       | 5       | 1            | 90     |          |

### Einzelergebnisse in der Sportwagen-Weltmeisterschaft
| Saison | Team          | Rennwagen        | 1   | 2   | 3   | 4   | 5   | 6   | 7   | 8   | 9   | 10  | 11  | 12  | 13  | 14  | 15  | 16  | 17  |
| ------ | ------------- | ---------------- | --- | --- | --- | --- | --- | --- | --- | --- | --- | --- | --- | --- | --- | --- | --- | --- | --- |
| 1976   | Zip-Up Racing | Chevrolet Camaro | MUG | VAL | NÜR | MON | SIL | IMO | NÜR | ZEL | PER | WAT | MOS | DIJ | DIJ | SAL |     |     |     |
| 1976   | Zip-Up Racing | Chevrolet Camaro | DNF |     |     |     | DNF |     |     |     |     |     |     |     |     |     |     |     |     |
| 1979   | Kinley Graham | Ford Capri       | DAY | SEB | MUG | TAL | DIJ | RIV | SIL | NÜR | LEM | PER | DAY | WAT | SPA | BRH | ROA | VAL | ELS |
| 1979   | Kinley Graham | Ford Capri       |     |     |     |     |     |     |     |     |     | DNF |     |     |     |     |     |     |     |
| 1980   | Team Willeme  | Ford Capri       | DAY | BRH | SEB | MUG | MON | RIV | SIL | NÜR | LEM | DAY | WAT | SPA | MOS | ROA | VAL | DIJ |     |
| 1980   | Team Willeme  | Ford Capri       |     |     |     |     |     |     |     |     | DNF |     |     |     |     |     |     |     |     |